# For Tonight
For Tonight è un singolo del cantante statunitense Giveon, pubblicato nel 2021 ed estratto dal suo primo album in studio Give or Take.

## Video musicale
Il videoclip della canzone è stato diretto da Sophia Nahli Allison.

## Tracce
1. For Tonight – 3:13